# Saint-Laurent-de-Lin
Saint-Laurent-de-Lin é uma comuna francesa na região administrativa do Centro, no departamento Indre-et-Loire. Estende-se por uma área de 14,19 km². Em 2010 a comuna tinha 323 habitantes (densidade: 22,8 hab./km²).